# Teo (község)
Teo egy község Spanyolországban, A Coruña tartományban. Teo Santiago de Compostela, Vedra, A Estrada, Padrón, Brión, Ames és Rois községekkel határos. Lakosainak száma 19 045 fő (2024).

## Népesség
A település népessége az utóbbi években az alábbiak szerint változott:
| Lakosok száma | 14 894 | 16 428 | 17 168 | 17 807 | 18 266 | 18 254 | 18 510 | 18 579 | 18 778 | 19 045 |
|               | 2001   | 2004   | 2006   | 2009   | 2011   | 2014   | 2016   | 2019   | 2021   | 2024   |